# Кременчуцька виховна колонія
Кременчу́цька виховна́ коло́нія управління Державного департаменту України з питань виконання покарань у Полтавській області — колонія для неповнолітніх ув'язнених у Кременчуці.
Адреса: Полтавська обл., Кременчук, вул. Лікаря О. Богаєвського, 10/30.
Начальник: полковник внутрішньої служби Сайко Олександр Сергійович.

## Історія
11 лютого 1952 року Наказом за № 0314 Міністра внутрішніх справ генерал-полковника Круглова, Кременчуцька тюрма № 2 була закрита, а на її території організована дитяча трудова колонія (ДТК) для неповнолітніх засуджених підлітків на 300 місць. Першим начальником дитячої колонії став колишній начальник тюрми — Здоренко О. М.
У 1953 році після смерті Сталіна прийшла амністія, яка звільнила неповнолітніх засуджених і тому Кременчуцька ДТК була реорганізована в цьому ж році в дитячу виховну колонію (ДВК). Тут проходили перевиховання діти до 14 років, які не мали судимості по направленню місцевих радянських органів. Начальником Кременчуцької ДВК до 1954 року був підполковник Крижевський. Кількість вихованців у цій установі не перевищувала 120—150 чоловік. У цей період в колонії відкрилась школа, де більшість класів були початковими. Педагогічний колектив школи налічував 8 вчителів і його першого директора — Олексієнка Антона Йосиповича. У ДВК працювали авіамодельний, хоровий гуртки, гурток умілих рук, був свій духовий оркестр, діяла піонерська організація, але в такому вигляді заклад працював не довго.
На початку вересня 1954 року всі вихованці двома партіями по 80-100 чоловік були перевезені в Львівську ДВК № 5 і Городокську ДВК Львівської області, Кременчуцька ДВК була розформована.
З 1954 року установа знову була перейменована в дитячу трудову колонію і з цього періоду в Кременчуцьку ДТК направляються підлітки, засуджені за заподіяні злочини. Виконувальним обов'язки начальника колонії було призначено Розенберга Петра Наумовича, який був на посаді заступника начальника ДТК. Невдовзі його змінив Первушин В. Г., який також пропрацював на цій посаді короткий час.
З листопада 1954 року по 1961 року колектив Кременчуцької ДТК очолював підполковник в/с Некрашевич Андрій Якович. Першими вихованцями новосформованої ДТК були: Філатов (засуджений на 12 років позбавлення волі), Грищенко (8 років позбавлення волі). Вони і стали першими активістами колективу вихованців, Філатов невдовзі був призначений командиром колонії. До 1970-х років в колонії знаходилось до 300 вихованців. У початковий період в Кременчуцькій ДТК утримувалися підлітки, які скоїли важкі злочини. У багатьох вихованців строк перевищував 10 років, а двоє з них засуджені на 25 років позбавлення волі. У колонії працювало 130 співробітників. У той час спальний корпус складався із кімнат на 10 чоловік кожна, ліжка були двоярусні. Школа в 1950-1970-х роках знаходилась в пристосованому приміщенні, в якому були обладнані 6 класних кімнат. Виробничі майстерні і ПТУ знаходилися на першому поверсі під спальнями, в приміщенні загальною площею 150 м². У майстернях гнули пружини, а єдиною спеціальністю, яку набували в ПТУ була слюсарна справа. Пізніше вихованці освоїли швейне виробництво, а потім і металообробку. У 1959 році почали виготовляти відцентрові водяні насоси, які стали першою державною продукцією установи.
У колонії результативно працювали гуртки художньої самодіяльності і духових інструментів, хоровий, драматичний, образотворчий та інші. До середини 1950-х років відносяться й перші елементи гуманізації виховного процесу та системи виконання покарань. Вихованцям дозволялося носити короткі зачіски. Найкращим вихованцям і учням школи організовувались екскурсії в місто. У вихідні дні в клубі проходили дискотеки, куди запрошували дівчат з медичного училища. Вихованці колонії виїжджали з концертами на шефські підприємства, на виборчі дільниці. У 1955 році в Кременчуцькій ДТК пройшла 1-ша батьківська конференція, де було прийняте в урочистій обстановці звернення до вихованців колонії.
У 1956 році на стадіоні ДТК вихованці збудували 25-метровий водний басейн. У літній період в ньому проходили змагання з плавання, де брали участь команди учнів і студентів міста. За межами м. Крюкова колонія мала свою земельну ділянку; з числа вихованців була створена група, яка займалася польовими роботами та бджолярством на власній пасіці. Хлопці разом з агрономом вирощували кавуни, кукурудзу, картоплю, інші овочі — все це вони вирощували для себе. Пізніше було створене підсобне господарство де стали вирощувати свиней. Восени підлітки допомагали колгоспам і радгоспам Кременчуцького району в збиранні фруктів та овочів.
Серед вихованців середини 1950-х років було багато розумних і талановитих учнів, багато випускників після закінчення школи за навчання та поведінку отримували срібні медалі, а після звільнення закінчили заклади вищої освіти та технікуми.
У 1959 році вперше в історії Кременчуцької ДТК проходить естафета дитячих трудових колоній, яка поклала початок щорічним естафетам у ДТК України. У школі Кременчуцької ТКН педагогічний колектив намагався звести до мінімуму число, хто відставав. Йшла боротьба за кожного вихованця. Було організовано відвідування уроків у тих вчителів, які досягали успіхів на освітянській ниві.
Вручення атестатів зрілості відбувалось в урочистій обстановці. У ПТУ йшло освоєння нових верстатів, нової продукції.
Стало традиційним вручення перехідних червоних прапорів переможцям трудового змагання. Часто-густо відбувались зустрічі з шефами, святкові концерти і т. ін. Пам'ятним був концерт з нагоди 50-річчя Жовтневої соціалістичної революції. Крім того, проводились республіканські огляди спортивних змагань. Тим більше, що колонія мала свій прекрасний басейн.
Часто до колонії приїздили визначні люди: Герої Радянського Союзу і Герої Соціалістичної Праці, почесні громадяни міста Кременчука. Серед них Герой Радянського Союзу Чижов В. П., Герой Радянського Союзу льотчик-космонавт СРСР, який закінчив Кременчуцьке льотне училище Олексій Леонов. Значною подією в колонії були щорічні республіканські естафети, що знаменували собою своєрідні підсумки роботи ВТК за рік. Велике пожвавлення в роботу закладу вносили зльоти передовиків виробництва колонії. Вони виявляли серед вихованців найкращих спеціалістів, раціоналізаторів, служили стимулом для інших. Навіть така деталь, як щоденне підняття прапора на лінійці на честь переможців трудового змагання, і вона працювала на виховну мету. Тим більше, що піднімати прапор мали право лише найкращі виробничники. В цей час уряд проявив гуманний акт, амністію неповнолітніх засуджених.
1986 рік було оголошено роком Миру. Тому частими гостями колонії стали люди праці, ветерани, воїни — всі вони наголошували на тому, що лише мир може стати запорукою розвитку життя народів.
1 вересня 1988 року згідно з наказом МВС СРСР № 162 від 26 липня 1988 року, у Кременчуцькій ВТК було розпочато експериментальну роботу по впровадженню окремих елементів нової моделі виховно-трудової колонії. Почесне право на експеримент із 88 дитячих колоній країни отримала лише 21 виховно-трудова колонія, в тому числі і одна в Україні — Кременчуцька ВТК, як одна із більш підготовлених установ.
Мета експерименту полягала в апробації окремих елементів нової моделі ВТК, направлених на оптимізацію і гуманізацію процесу виконання покарання в умовах позбавлення волі неповнолітніх засуджених. Сам експеримент був обумовлений необхідністю покращення форм і методів виправно-трудового виховання на засуджених, звільнення ВТК від атрибутики дорослих колоній, посилення виховного напрямку в цих установах. Експериментальна гіпотеза — впровадження окремих елементів нової моделі виховно-трудової колонії дозволить забезпечити підвищення ефективності виконання покарань у відношенні неповнолітніх засуджених, досягнення мети попередження скоєння ними нових злочинів і повернення суспільству соціально-корисних громадян.
Основні елементи нової моделі виховно-трудової колонії:
- Ділянка посиленого нагляду (ДПН) була відкрита у січні 1989 року. Створена вона була для посиленого нагляду, ізоляції і контролю за поведінкою вихованців, що систематично порушують режим відбування покарання терміном до 3-х місяців. Але експеримент показав, що ефект утримування порушників режиму та дисципліни на ділянці досить низький і тому у червні 1991 року вона була закрита.

- Ділянка соціальної адаптації (ДСА) була відкрита в лютому 1989 року. Особлива увага на ділянці приділялась практичній підготовці до умов праці і життя на волі. Вихованцям надавалась можливість за межами охоронної зони. Вихованці ДСА під час проведення експерименту мали можливість виходити з рідними в місто, відвідувати музеї, кінотеатри, брати участь у масових спортивних змаганнях, зустрічатись з шефами на промислових підприємствах міста, а також допомагали у вирощуванні і збиранні урожаю сільськогосподарської продукції у радгоспі «Кременчуцький». Досить активно велась і суспільна робота, здійснювалось шефство над ветеранами війни і праці, над міським дитячим будинком.

У листопаді — грудні 1988 року був створений батьківський комітет ВТК і батьківські комітети відділень. Батьківські комітети здійснювали шефство над вихованцями — сиротами, допомагали колишнім вихованцям у працевлаштуванні. Два рази на рік проводиться батьківська конференція у відділеннях.

## Сучасність

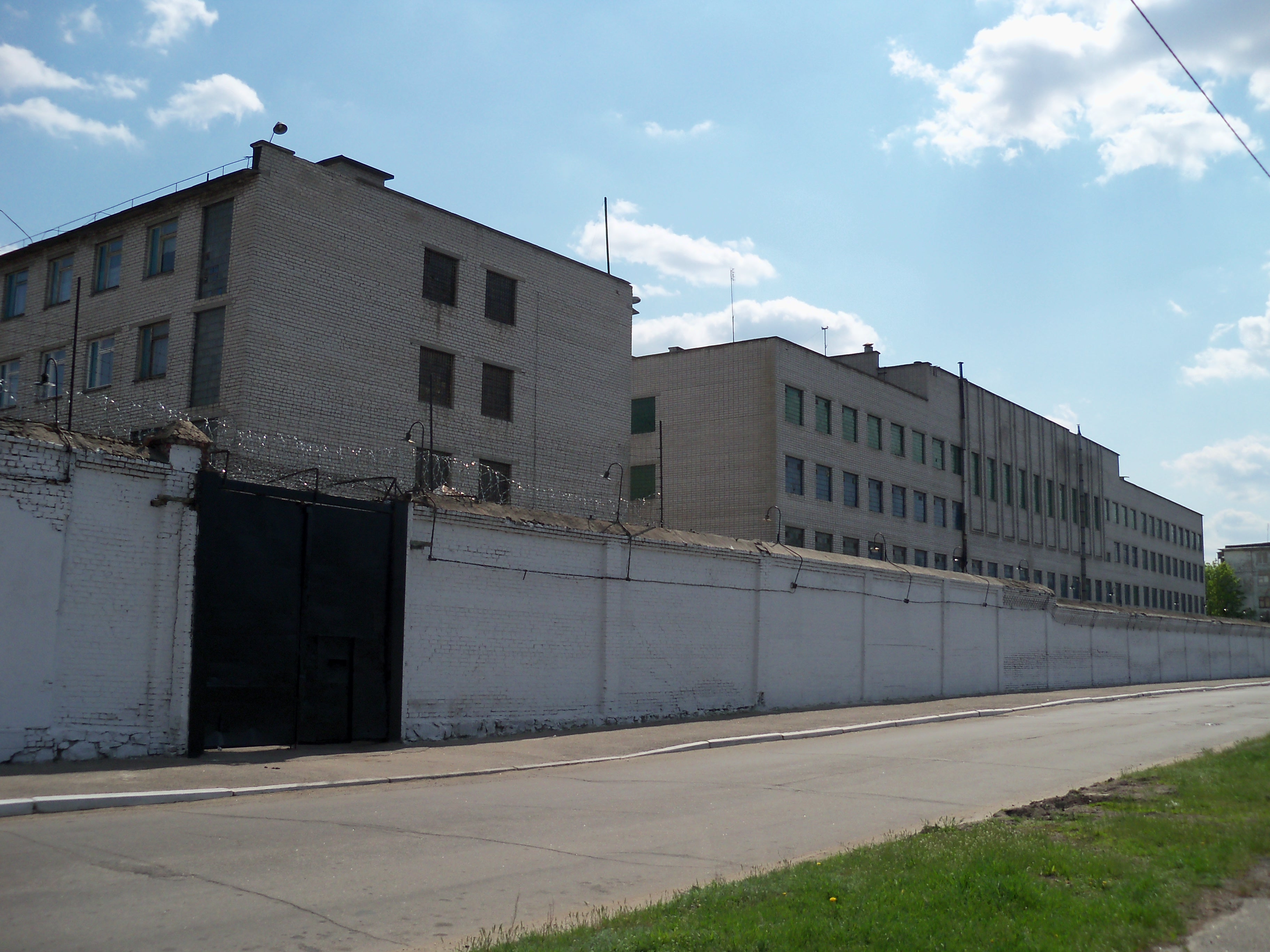
Сучасна колонія (весна 2011 року)

Центр соціальної служби сім'ї, дітей та молоді (ЦСССДМ) постійно реалізує заходи щодо соціальної підтримки та захисту неповнолітніх і молоді, які відбувають покарання та звільнюються. ЦСССДМ створив консультативний пункт для надання індивідуальної та психологічної допомоги засудженим.
У колонії постійно проводяться благодійні концерти, які організовують шефи Кременчуцького педагогічного училища ім. А. С. Макаренка.
Щорічно в стінах колонії проходить всеукраїнський фестиваль художньої самодіяльності «Червона калина», де основними учасниками фестивалю є вихованці підлітки.
Частими гостями колонії є Молодіжний парламент Кременчука, який проводить товариські зустрічі з футболу із збірною дитячої колонії.
Розпорядженням міського голови Кременчука створено піклувальну раду Кременчуцької виховної колонії, до складу якої увійшли представники державних, громадських, релігійних організацій.
У грудні 2010 року було створено проект, метою якого є підготовка до життя після звільнення: приготування їжі, планування бюджету, користування побутовою технікою.

## Втеча 2010 року
У ніч на 9 серпня 2010 року, близько третьої години, з колонії втекло троє ув'язнених, які були засуджені за важкі злочини. Двох з них було спіймано вже вдень, а третього — 7 вересня, в Хмельницькій області.